# Dolné Orešany
Dolné Orešany (deutsch Unternußdorf oder Windischnußdorf, ungarisch Alsódiós) ist eine Gemeinde im Westen der Slowakei mit 1430 Einwohnern (Stand 31. Dezember 2024). Sie gehört zum Okres Trnava, einem Teil des Trnavský kraj.

## Geographie

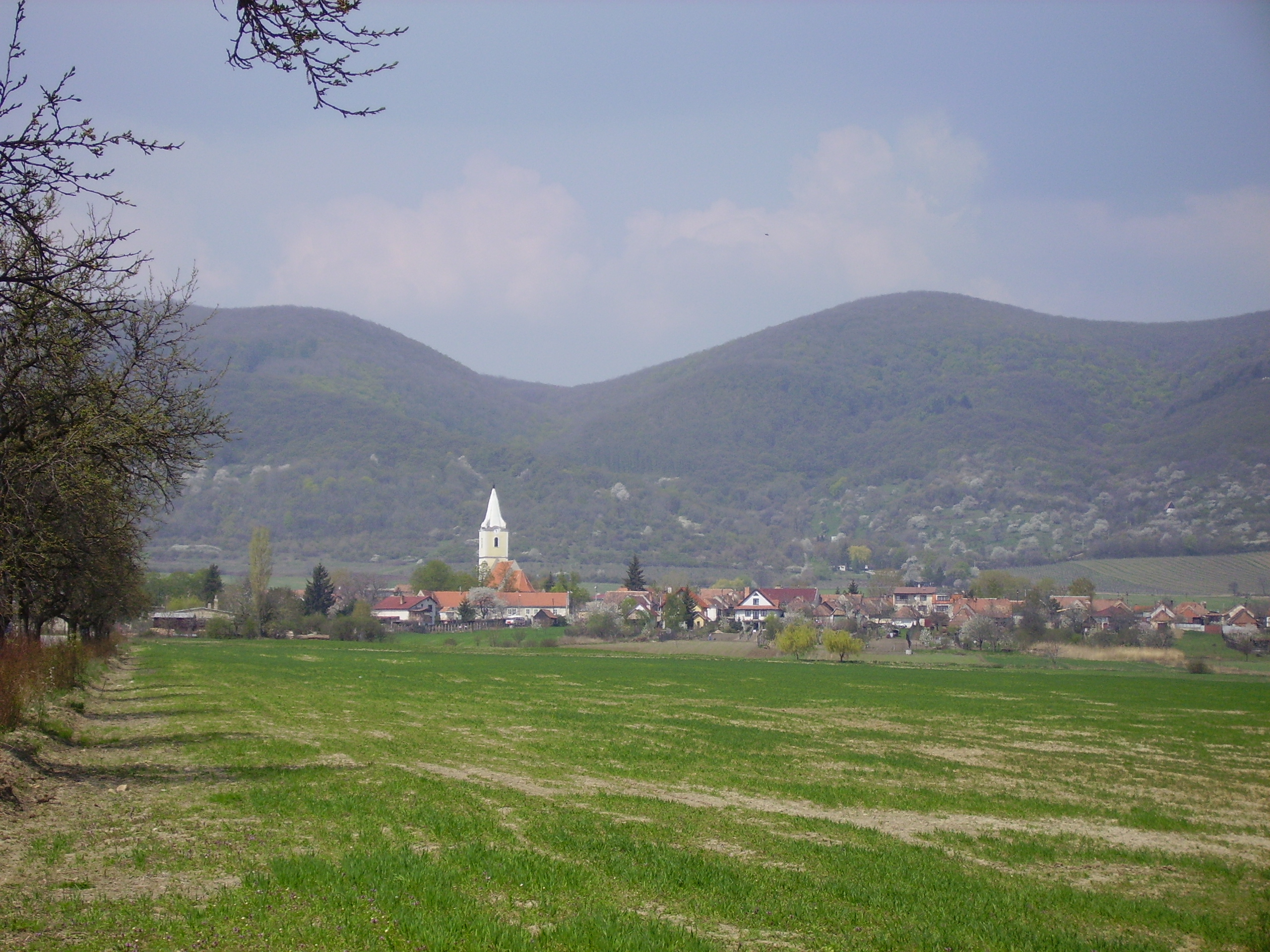
Blick auf den Ort mit den Kleinen Karpaten im Hintergrund

Die Gemeinde befindet sich am Übergang vom Hügelland Trnavská pahorkatina in die Kleinen Karpaten, unweit des Flüsschens Parná. Das Ortszentrum liegt auf einer Höhe von 200 m n.m. und ist 15 Kilometer von Trnava sowie 24 Kilometer von Pezinok entfernt.

## Geschichte
Der Ort wurde zum ersten Mal 1235 schriftlich erwähnt und war Teil des Herrschaftsguts der nahen Bibersburg. Im Mittelalter kamen die deutschen „Gäste“ in das Dorf und lebten neben der eingesessenen slawischen Bevölkerung. Im 16. Jahrhundert bekam das Dorf das Recht eines Marktfleckens (einer Minderstadt). Im 16. Jahrhundert ließen sich die Habaner im Ort nieder, die jedoch oft Konflikte mit den Deutschen hatten. Während kriegerischen Auseinandersetzungen im Königreich Ungarn im 17. und frühen 18. Jahrhundert wurde der Ort mehrmals geplündert und niedergebrannt und war zeitweise nur ein einfaches Dorf. Im 18. Jahrhundert war das Dorf allenfalls mehrheitlich slowakisch. 1828 sind 184 Häuser und 1096 Einwohner verzeichnet, die in Landwirtschaft, Weinbau und Holzverarbeitung beschäftigt waren.

## Bevölkerung
| Jahr                | 1994 | 2004    | 2014    | 2024     |
| ------------------- | ---- | ------- | ------- | -------- |
| Anzahl der Personen | 1178 | 1196    | 1275    | 1430     |
| Unterschied         |      | +1,52 % | +6,60 % | +12,15 % |

| Jahr                | 2023 | 2024    |
| ------------------- | ---- | ------- |
| Anzahl der Personen | 1429 | 1430    |
| Unterschied         |      | +0,06 % |

Ergebnisse der Volkszählung 2001 (1179 Einwohner):
| Nach Ethnie: - 99,07 % Slowaken - 0,42 % Tschechen - 0,25 % Magyaren | Nach Konfession: - 94,23 % römisch-katholisch - 2,12 % konfessionslos - 1,95 % keine Angabe - 0,95 % evangelisch |

## Sehenswürdigkeiten
- römisch-katholische Kirche aus dem 14. Jahrhundert, 1517–20 um den Turm ergänzt
- Kapelle der Hl. Dreifaltigkeit im barocken Stil aus dem Jahr 1715